# Универзална историја
Универзална историја представља историју човечанства као целину, који се држи јединства путем универзалне интерпетације историјских личности и догађаја, лишених религијских оквира.

## Стари век
Прва дела која се сматрају универзалном историјом су настала у 4. веку пре нове ере, у Старој Грчкој. У наредним вековима писање универзалне историје, сусреће се у Кини, Старом Риму. Чак и Библија садржи поједине текстове који се сматрају универзалном историјом.

## Нови век
У 18. веку, када је у питању Западни свет, импулс да се пише универзална историја се издвојио и постао утицајан, када су многи филозофи промовисали нове космополитске идеологије. Велики број европских држава које су имале своје колоније, су изложиле европско друштво утицају хетерогених цивилизација и култура.
Европска политика, наука, комуникација и филозофија су радикално преоријентисане у 18. веку, као део покрета који се назива "Просветљењем", то јест "Добом Разума". Многи просветитељи широм Европе, су прихватили идеју да се људска раса може побољшати рационалном променом и тако довели у питање традиционалне ауторитете. Просветитељство је произвело бројне књиге, есеје, проналаске, научна открића, законе, ратове и револуције. Просветитељским идеалима су инспирисане револуције у Америци и Француској. У 18. веку на осову универзализма у модерној форми настао је концепт глобалног цивилног друштва. На самом крају 18. века била је популарна идеја Европског јединства, која је била базирана, како је то Едвард Гибон називао "великом републиком", како би се прошириле границе цивилног друштва и тако истакле само позитивне последице развоја трговине.
Сен-Симон је имао визију међународног поретка, којим би управљале технократе у интересу заједнице. Као и већина, тако је и Карл Маркс свој социјалистички програм базиран на космополитским идејама и принципима. За све је прогрес био универзално право које се може реализовати.
У делу Essay on customs(1756), Волтер (право име Франсоа Мари Аруе) је посматрао развој светске цивилизације у универзалном контексту, одбацујући хришћанске и националне оквире. Волтер је први направио озбиљан покушај да напише историју света, одбаујући религијске и националне оквире, већ је наглашавао само политичку, економску и кулурну историју. То је све било под утицајем дела Discourse on the Universal history (1682) од Жака Босијеа.
Кант је у свом делу Perpetual Peace (1795) изнео план успостављање либералног поретка који би резултирао трајним миром. 

## Перспективне глобализације историје
Историја ће бити увек разноврсна и предмет конфликата, али са друге стране могуће је да све ово буде потиснуто јаком политичком силом, која се базирана на економском интересу, идеологије глобализације. Глобализација историје је предмет проучавања историографије.

## Национализација историје
Национализација историје је израз који се у савременој историографији који се користи као назив за процес одвајања "своје сопствене" историје од универзалне историје. Током 20. века приступ у истраживању историје и писању историјских дела, био заробљен у оквиру националних држава, које су настале у 19. веку.. Један од најважнијих последица, можда чак и најважнија последица национализације историје је њена улога у формирању појединих нација, штампани текстови су имали много значајан утицај на тај процес. У време када је историја тек почела да се установљава, подухвати формирања нација су присвојили текстове са историјском тематико и претворили их у средство популаризације националних митологија. Помоћу фалсификовања историјских докумената, историјских радова и књижевних дела су поједини аутори, производили националну митологију, која "доказује" древно порекло модерних нација. Национализација историје такође има утицај на све аспекте друштвеног живота, ако је национализација присутна. Тако имамо крајем 20. века појаву екстремне националистичке интерпретације историје и на Балкану, која је постала моћно оружје етничко-територијалним конфликтима и убрзала је распад Југославије. Како на Балкану, тако и Кавказу је дошло до рапада Совјетског Савеза. 